# Emidòpids
Els emidòpids (Emydopidae) són una família de sinàpsids dicinodonts que visqueren a Àfrica durant el Permià mitjà i superior, fa entre 254,2 i 259,9 milions d'anys. Se n'han trobat restes fòssils a Sud-àfrica i Zàmbia. Es diferencien d'altres dicinodonts per la presència de crestes palatines anteriors laterals, la ubicació de les dents postcanines superiors prop de la vora lateral del maxil·lar superior i, possiblement, la presència de dents no caniniformes prop de la vora lateral del maxil·lar superior.